# Zaak Haga
De zaak Haga, vernoemd naar dr. Bauke Jan Haga (Groningen, 9 november 1890 – Banjarmasin, 14 december 1943), gouverneur van de Zuider- en Oosterafdeling van Borneo, was een vermeende omvangrijke anti-Japanse samenzwering in Banjarmasin in 1943.

## Achtergronden
Tijdens de Japanse bezetting was het verboden om naar buitenlandse radiozenders te luisteren, maar dit gebeurde wel. Het gewraakte nieuws betrof de Slag om Guadalcanal. Deze slag werd door de Japanners verloren, en de Japanse politie constateerde dat dit nieuws zich rap verspreidde onder de mensen en tot veel onrust leidde. De politie zocht en vond een radiozender. Vervolgens volgden er veel arrestaties.
De zaak werd overgedragen aan de Tokkeitai, de Kempeitai van het marinegebied. Naar aanleiding van verhoren werden er nog meer mensen gearresteerd. Ook de naam van Haga werd genoemd. Tijdens een huiszoeking in het interneringskamp waar de vrouw van Haga zat, werd een briefje gevonden met de tekst "Het nieuws is buitengewoon goed, houd goeden moed”. Haga werd er vervolgens bij betrokken omdat men bij hem thuis een geldbedrag had gevonden dat zou zijn bestemd voor de bekostiging van spionage.
Tevens werd er onder het kantoor van een districtshoofd een voorraad gevonden van 400 wapens. In de periode van mei tot en met september 1943 werden er honderden mensen gearresteerd. Van deze arrestanten zijn er ongeveer 20-30 vrijgelaten. In totaal werden er 29 voor de krijgsraad gebracht, onder wie Haga. Op 20 december 1943 werden 25 ter dood veroordeelden op het vliegveld van Bandjermasin onthoofd. Reeds vóór die tijd waren groepen arrestanten zonder vorm van proces op het vliegveld vermoord. De Haga-zaak kostte aan meer dan 200 personen het leven.

## Retrospectieve
De kwestie is na de oorlog onderzocht. Al snel bleek dat de wapens gewoon geregistreerd waren en openlijk ten kantore van het districtshoofd werden bewaard. De gevonden radiozender bleek een defect radiotoestel te zijn en de familie Haga had nooit een complot opgezet. Verder bleek dat het gevonden geld bestemd was voor de zending.